# Zibo
Zibo is een grote stad in de Chinese provincie Shandong, ten oosten van Jinan en ten westnoordwesten van Qingdao. De stadsprefectuur heeft 4,7 miljoen inwoners, waarvan 3,1 miljoen in de centrale stad. Hiermee is het de derde stad van Shandong en de 40e stad van China.

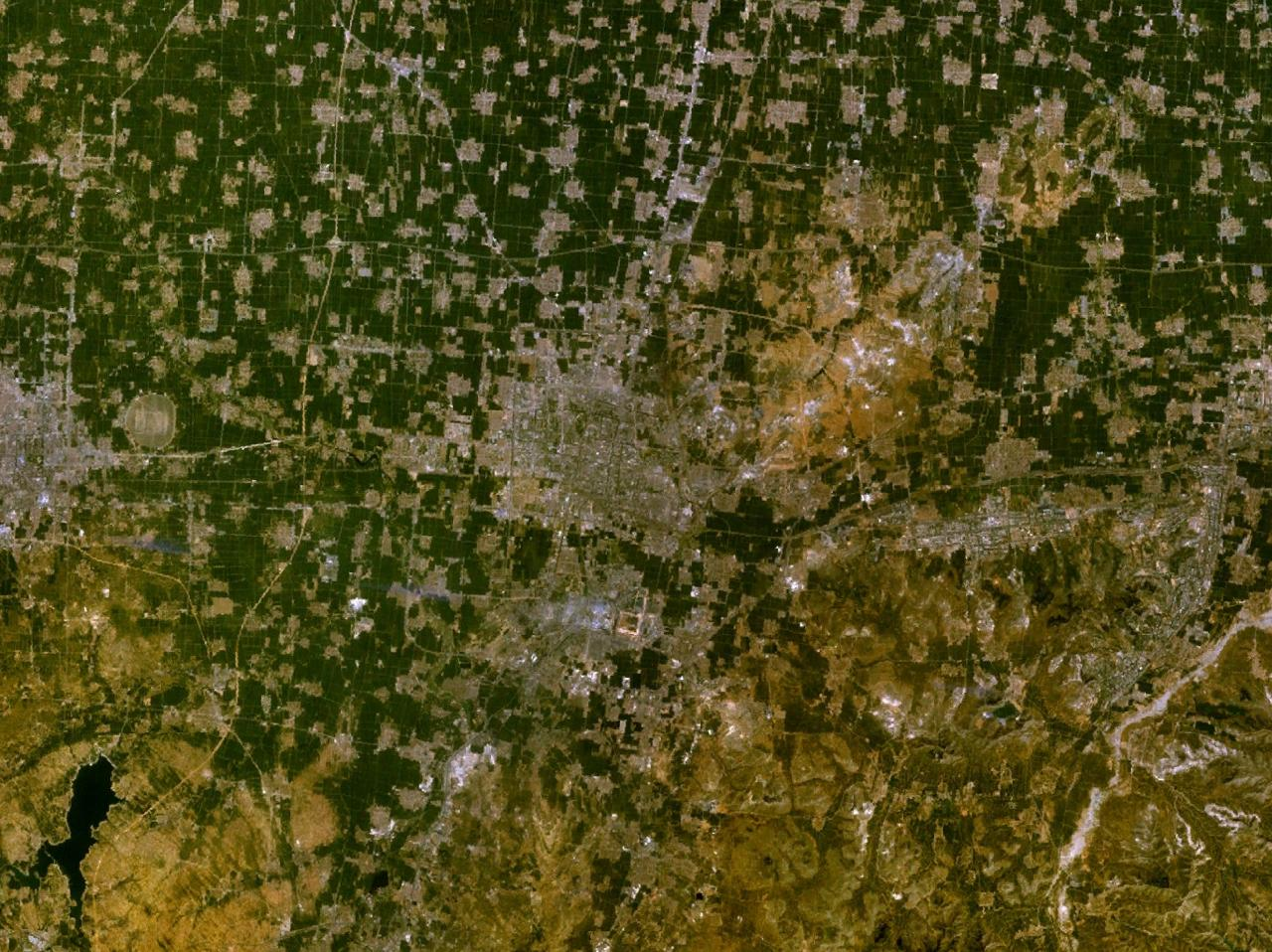
Satellietfoto van Zibo, gemaakt door de Landsat7-satelliet op een hoogte van 36.200 m

## Geboren
- Yang Junxuan (2002), zwemster